# 2018年东爪哇地震
2018年东爪哇地震是指2018年10月11日凌晨发生于印度尼西亚东爪哇省沿岸的地震。该次地震震级为MW 6.0，震源深度约为9千米，最大烈度为5(V)度。截至2018年10月13日，该次地震共致使4人遇难和至少26人受伤。该次地震已被美国地质调查局列入2018年显著地震列表中。

## 参数测定
据美国地质调查局测定，该次地震发生于2018年10月11日1时44分55秒。震级为MW 6.0、mb 6.4、Ms 5.7，震中位于南纬7.453度，东经114.455度，震源深度约为9千米，最大烈度为5(V)度。欧洲地中海地震中心和亥姆霍兹德国地球科学研究中心测得的震级与美国地质调查局相同，均为MW 6.0。

## 震害情况
截至2018年10月13日，该次地震共致使4人遇难和至少26人受伤。由于这次地震发生于当地时间的凌晨，许多居民在摇晃时未能逃出。在4名遇难者中，居住于普兰巴南的3人因掉落的屋顶瓦片遇难，另外一名47岁的男性因逃难时摔倒砸中头部遇难于任抹。
受地震影响，萨布迪岛接近500栋房屋受损。其他地区也出现了或多或少的震害情况。

## 震后反应
地震发生后，印尼第五军区司令部的士兵协助参与了清理工作。
东爪哇省省长索卡沃在震后访问了灾区，承诺省政府将使用237亿印尼盾（约合160万美元）对灾区进行重建工作。印度尼西亚政府同时承诺给予罹难者亲属1500万印尼盾（约合1000美元）慰问金，地方政府也将同时提供一定抚恤。